# Хэкчекит
Хэкчекит (также Хэкчэкиит) — пресноводное озеро в Красноярском крае России, располагается на севере Эвенкийского района.
Озеро Хэкчекит имеет форму вытянутую в широтном направлении и находится на высоте 693 м над уровнем моря, занимая межгорную ложбину в юго-восточных отрогах плато Путорана, в левобережье реки Дагалдын. Его площадь составляет 20,2 км², площадь водосборного бассейна — 202 км². Длина озера около 13,7 км, ширина в западной части достигает 3,1 км. В озеро впадает несколько небольших рек и ручьёв, наиболее значимые из которых: Урумкун-Сэнэ (вытекает из близлежащего озера Абданда), Дывэн, Тымбурэ, Дулугу, Онгоктоды и Дэрэнды. Вытекает Хэкчекит-Сэнэ, относящаяся к бассейну Моря Лаптевых.
Озеро со всех сторон, крове запада, окружено горными массивами. Окружающие горы имеют высоту до 1240 м. Берега пологие, покрытые лиственницей. 
Озеро богато рыбой. В водоеме обитают щука, окунь и налим. На берегах встречается бурый медведь
Код водного объекта в государственном водном реестре — 17040200111117600000578.